# Archidiecezja mecheleńsko-brukselska

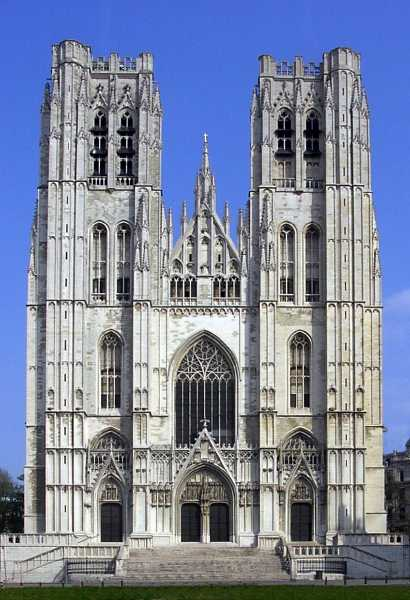
Konkatedra św. Michała i św. Guduli w Brukseli

Archidiecezja mecheleńsko-brukselska (łac.: Archidioecesis Mechliniensis-Bruxellensis) – katolicka diecezja belgijska położona w środkowej części kraju, obejmująca swoim zasięgiem miasta: Brukselę i  Mechelen oraz prowincję: Brabancję Walońską i Brabancję Flamandzka. Siedziba biskupa znajduje się w katedrze św. Rumbolda w Mechelenie.

## Historia

### Archidiecezja mecheleńska
Archidiecezja mecheleńska została założona z inicjatywy króla hiszpańskiego i władcy Niderlandów Filipa II Habsburga 12 maja 1559 z wydzielenia południowych Niderlandów z diecezji Cambrai podniesionej do rangi archidiecezji i z części diecezji Liège przez papieża Pawła IV. Została ona równocześnie podniesiona do rangi metropolii, której jako sufraganie podporządkowano sześć okolicznych biskupstw.
29 listopada 1801 papież Pius VII bullą Qui Christi Domini vices dokonał reorganizacji granic diecezji na polecenie Napoleona I Bonaparte.
Po utworzeniu Królestwa Belgijskiego w 1830 w wyniku rewolucji i secesji z Królestwa Niderlandów Stolica Apostolska nadał arcybiskupom mecheleńskim tytuł prymasa Belgii.

### Archidiecezja mecheleńsko-brukselska (od 1961)
8 grudnia 1961 papież Jan XXIII dokonał reorganizacji archidiecezji przemianowując ją na archidiecezję mecheleńsko-brukselską, ustanawiając Brukselę drugą stolicą arcybiskupstwa. W tym samym roku kard. Léon-Joseph Suenens podzielił terytorium archidiecezji na trzy wikariaty:
- Wikariat Brukselski, obejmujący miasto stołeczne
- Wikariat Brabancji Flamandzkiej i Mechelenu
- Wikariat Brabancji Walońskiej

## Biskupi
- Biskup diecezjalny: Luc Terlinden

- Biskup pomocniczy: bp Jean Kockerols
- Biskup pomocniczy: bp Koenraad Vanhoutte

- Biskup senior: abp André-Joseph Léonard
- Biskup senior: kard. Josef De Kesel
- Biskup senior: bp Jan De Bie
- Biskup senior: bp Jean-Luc Hudsyn

## Główne świątynie
- katedra św. Rumbolda w Mechelen
- Konkatedra św. Michała i św. Guduli w Brukseli
- Bazylia Wniebowzięcia NMP z Scherpenheuvel w Montaigu
- Bazylia Pocieszenia NMP w Vilvoorde
- Bazylia św. Marcina w Hal